# Астраханские казахи
Астраха́нские каза́хи (каз. астрахандық қазақтар) — крупнейшая региональная община казахов в России и крупнейшее этническое меньшинство Астраханской области, составляющее более 16 % её населения.

## История

Памятник казахскому композитору Курмангазы в Астрахани

Большинство астраханских казахов — потомки выходцев из племени байулы Младшего жуза, переселившихся в междуречье Волги и Урала в начале XIX века. Основным инициатором переселения был Букей, сын Нуралы-хана и основатель Букеевской Орды — вассального ханства в составе Российской империи, существовавшего на территории части современных Астраханской области и прилегающих регионов современного Казахстана с 1801 по 1845 год. Исторически казахи Астраханской области вели кочевой образ жизни, но в конце XIX века многие группы переселялись в сёла и начинали заниматься рыбной ловлей и сельским хозяйством. Процесс перехода к оседлому образу жизни закончился только с коллективизацией.
Помимо казахов — потомков переселенцев XIX века в Астраханской области проживает небольшое количество выходцев из Казахстана и соседних регионов России — Волгоградской области и Калмыкии, где также имеются казахские поселения.

## Расселение
Казахи проживают практически на всей территории области, составляют абсолютное или относительное большинство населения в 163 населённых пунктах региона. В двух районах казахи являются крупнейшей этнической группой — они составляют абсолютное (68,05 % населения) большинство в Володарском районе и относительное (47,65 %) большинство в Красноярском районе. Значительные ареалы компактного расселения казахов есть также в Ахтубинском, Енотаевском, Наримановском, Камызякском, Приволжском и Харабалинском районах. Единичные казахские сёла встречаются также в Икрянинском и Лиманском районах. Черноярский — единственный район области, где нет ни одного населённого пункта с казахским большинством.
На территории Астраханской области есть моноэтничные казахские сёла и даже сельсоветы, то есть территории, где перепись населения не обнаружила ни одного человека с этнической идентичностью, отличной от казахской. Крупнейший муниципалитет со стопроцентно казахским населением — Султановский сельсовет, расположенный в западной части Володарского района, где в 2017 году проживало 683 человека. Крупнейший населённый пункт Астраханской области с казахским большинством — районный центр Володарский, где в 2010 году казахи составляли 60,3 % от приблизительно 10 тысяч жителей. Город с самой высокой долей казахского населения — Харабали, где казахов около 33,6 %.

## Язык
В отличие от Казахстана, где казахский язык имеет статус государственного, пользуется социальным престижем и используется во многих сферах, в Астраханской области большинство его носителей находится на стадии языкового сдвига на доминирующий в обществе русский язык. Многие представители общественных организаций обеспокоены положением казахского языка в регионе. Основным регистром общения для многих казахских семей региона является постоянное смешение кодов, при котором русский «отвечает» за все сложные, современные и «высокие» темы, тогда как казахские элементы преобладают в разговорах, связанных с домашним хозяйством, старшими родственниками, этническими и религиозными традициями.
Статус казахского языка и процент его активных пользователей различаются между разными сёлами и районами области. Наиболее традиционной и казахоязычной частью региона считаются отдалённые от города и районного центра сёла в юго-восточной части дельты Волги, где некоторые пожилые сельчане до сих пор остаются казахскими монолингвами, практически не владея русским языком. К таким сёлам относятся Мултаново, Блиново, Ямное и Калинино.
На территории Астраханской области существуют школы с преподаванием казахского языка, однако их количество стремительно убывает: в 1998 году уроки казахского проводились в 72 школах, к 2018 году таких школ осталось всего 22. Зачастую отмена уроков связана с пожеланиями самих учеников и их родителей, считающих, что преподавание казахского или неэффективно, или просто бесполезно.

## Организации
В регионе действуют четыре общественных организации, занимающихся сохранением, поддержкой и развитием казахских культуры и языка. В Астрахани зарегистрированы Астраханская региональная общественная организация казахской культуры «Жолдастык» и Фонд развития казахской культуры, действующие на всей территории области. В районном центре Володарский действует Региональная общественная организация по сохранению и развитию казахской национальной культуры «Казахи Астраханской области», в селе Малый Арал — Астраханский региональный областной общественный фонд по сохранению культурно-исторического комплекса Сеид-бабе и Букей-хану.
В селе Алтынжар расположен Региональный культурный центр имени Курмангазы, включающий музей композитора, гостиницу на 20 мест, банкетный зал, музыкальную школу, выставку юрт и других традиционных элементов казахского быта на открытом воздухе. Комплекс был построен на средства Астраханской области и трёх западных областей Казахстана и пользуется популярностью у туристов из этой республики. Многие вывески на территории комплекса и описания экспонатов музея выполнены на русском и казахском языках.